# Tóth Géza (rádiós)
Tóth-Harasztos Géza (Szeged, 1980. október 23. –) a Rádió 88 ügyvezető igazgatója.
Ügyvezetőként 2008 óta tevékenykedik, előtte műsorvezetőként dolgozott a Rádió 88-ban. Minden műsorsávban dolgozott, egyik híres műsora Patkós Attilával a hétköznap délutánonként jelentkező Mega volt. Vezetése alatt a Rádió 88 az egyik legjelentősebb helyi rádióvá nőtte ki magát. 2016-ban KOD Média helyi rádiós hálózatának operatív vezetője lett.

## Tanulmányok
A Madách Imre Általános Iskolában kezdte tanulmányait, majd a Tömörkény István Gimnázium humán szakán szerzett érettségit. Apja (Tóth András "Óriás") révén már 10 évesen közel került a rádiózáshoz, többször elkezdte a kommunikációs egyetemet, de mindig abbahagyta.

## Pályafutása
Kiskorától rádiós közegben felnövő fiatal nem távolodott el a szakmától, csak egyszer, 2005-ben Londonban (Covent Garden) próbált szerencsét. 1996-ban kezdett rádiózni Új Géza néven, majd a Party Zóna című szombati buliműsorban dolgozott Száraz Ferivel. Később hétvégi műsorsávot kapott, vezetett Magyarórát és reggeli műsort, a Caffe 88-at. Patkós Attilával hétköznap délutánonként a MEGA-t készítették egészen 2010-ig. Azóta csak a Rádió 88 irányításával foglalkozik, néha mint vendég hallható az éterben. HEROE (Helyi Rádiók Országos Egyesülete) elnökségi tag. 2016-tól a KOD Média operatív vezetője is.

## Magánélete
Első házasságából született gyermeke Barnabás (2013). 
2019-ben újraházasodott, felesége Tóth-Harasztos Emese.